# 艾列克·波姆
艾列克·丹尼爾·波姆（英語：Alec Daniel Bohm，1996年8月3日—），為美國職棒大聯盟的三壘手，目前效力於費城費城人。
波姆是2018年大聯盟選秀的選秀探花，他在2019年入選未來之星明星賽，並在2020年登上大聯盟。

## 職業生涯

### 費城費城人

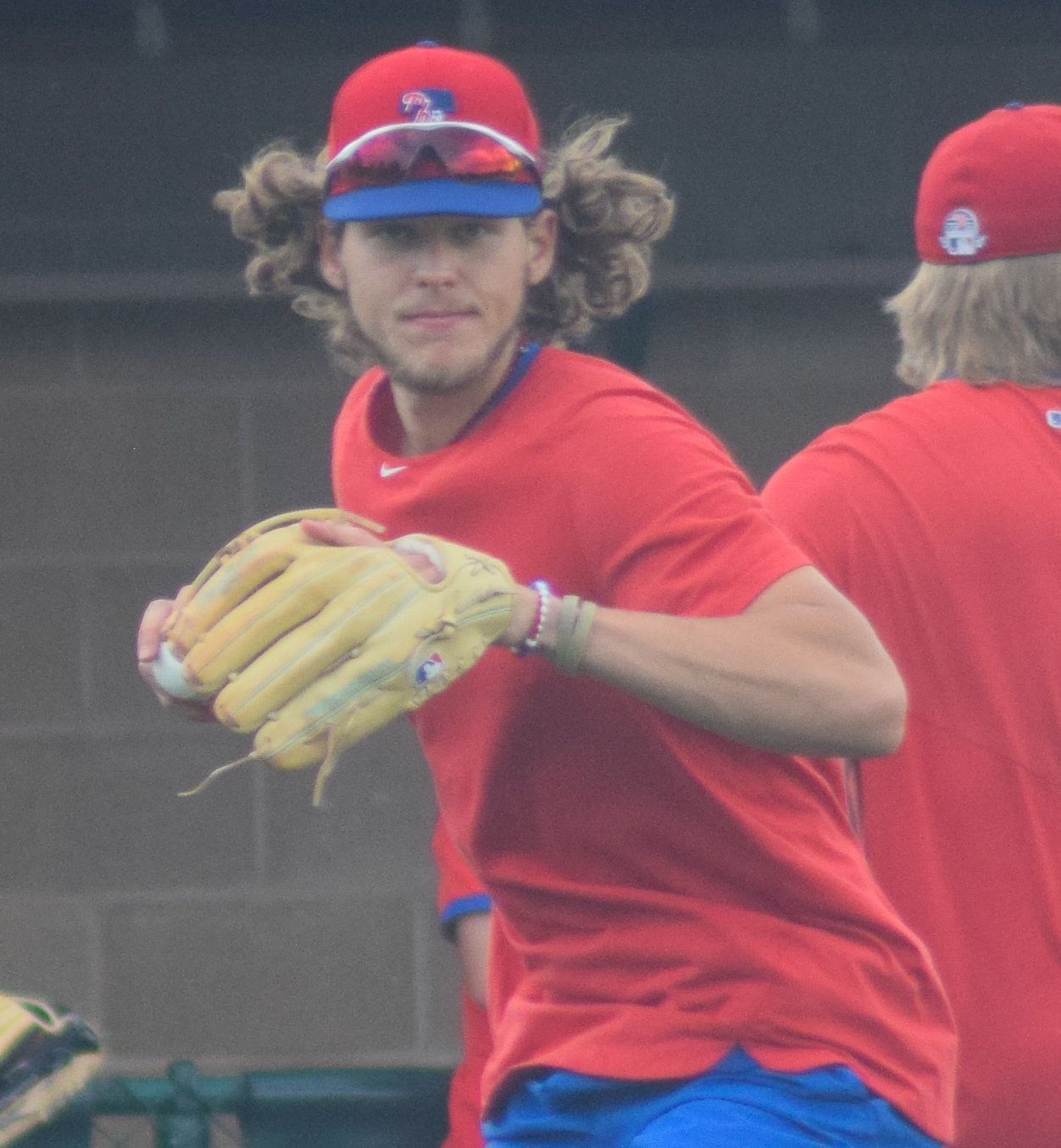
2020年的波姆

2020年8月13日，波姆登上大聯盟。他在初登板首打席便敲出二壘安打，並在10天後敲出大聯盟首轟。這年他的打擊率為3成38，並敲出4轟與23分打點。最後他和教士隊的傑克·克羅倫沃斯並列新人王第二名。
2021年，波姆開始站穩先發輪值，不過他在季中防守失誤不少，打擊率也一度跌到只剩2成25。7月10日，他在開轟後突然在8局上被換掉，後來總教練在隔日說明波姆因確診COVID-19而暫停出賽。後來回歸後，波姆的防守持續迷航，他的三壘位置也被Ronald Torreyes取代。整季他的打擊率為2成47，並敲出7轟與47分打點，但他的守備率僅有.947，15次失誤為國聯三壘手最多。
2022年，他和新秀Bryson Stott都入選開幕戰先發名單。4月11日，波姆在發生守備失誤後，被鏡頭拍到說出「我真他X的討厭這個地方」。比賽結束後，波姆立即道歉，但他也被球隊禁賽數場已示懲處。在球隊拿下季後賽外卡資格後，波姆也改口說自己相當喜愛這個地方。
6月8日，他從釀酒人終結者賈許·海德手中開轟，讓海德自2021年7月之後首度挨轟加救援失敗。該年他的打擊率為2成80，一樣發生國聯三壘手最多的10次失誤。2022年世界大賽第三場，波姆敲出世界大賽歷史上第1000轟。
2023年，波姆的打擊率為2成74，並敲出生涯新高的20轟與97分打點。他在季後賽繳出2成39的打擊率，並敲出1轟。球隊最後止步於國聯冠軍賽。
2024年，波姆首度入選明星賽。他還參加全壘打大賽，打到第二輪才輸給泰奧斯卡·赫南德茲。整季他的打擊率為2成80，並敲出15轟與97分打點。

## 國際賽
2019年10月10日，他代表美國隊參加世界棒球12強賽。他在該系列賽的打擊率為2成33，並敲出1轟與4分打點。最後美國隊拿下第四名。

## 外部連結
- 亞歷克·博姆在美國職棒官網（英语）
- 亞歷克·博姆在Baseball-Reference.com（大聯盟）（英语）
- 亞歷克·博姆在Baseball-Reference.com（小聯盟以及海外聯盟）（英语）
- 亞歷克·博姆在ESPN（MLB）（英语）
- 亞歷克·博姆在FanGraphs.com（英语）
- 亞歷克·博姆在The Baseball Cube（英语）
- 艾列克·波姆在台灣棒球維基館上的頁面（繁體中文）